# 대한민국 형법 제148조
대한민국 형법 제151조는 간수자의 도주원조에 대한 형법각칙의 조문이다.

## 조문
제148조(간수자의 도주원조) 법률에 의하여 구금된 자를 간수 또는 호송하는 자가 이를 도주하게 한 때에는 1년 이상 10년 이하의 징역에 처한다.

第148條(看守者의 逃走援助) 法律에 依하여 拘禁된 者를 看守 또는 護送하는 者가 이를 逃走하게 한 때에는 1年 以上 10年 以下의 懲役에 處한다.

## 같이 보기
- 범인도피죄